# Отруєння Віктора Ющенка

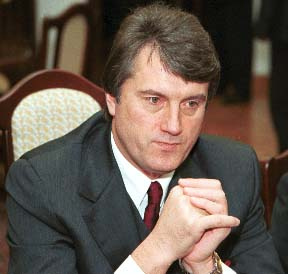
Фотографія Ющенка, зроблена до отруєння.

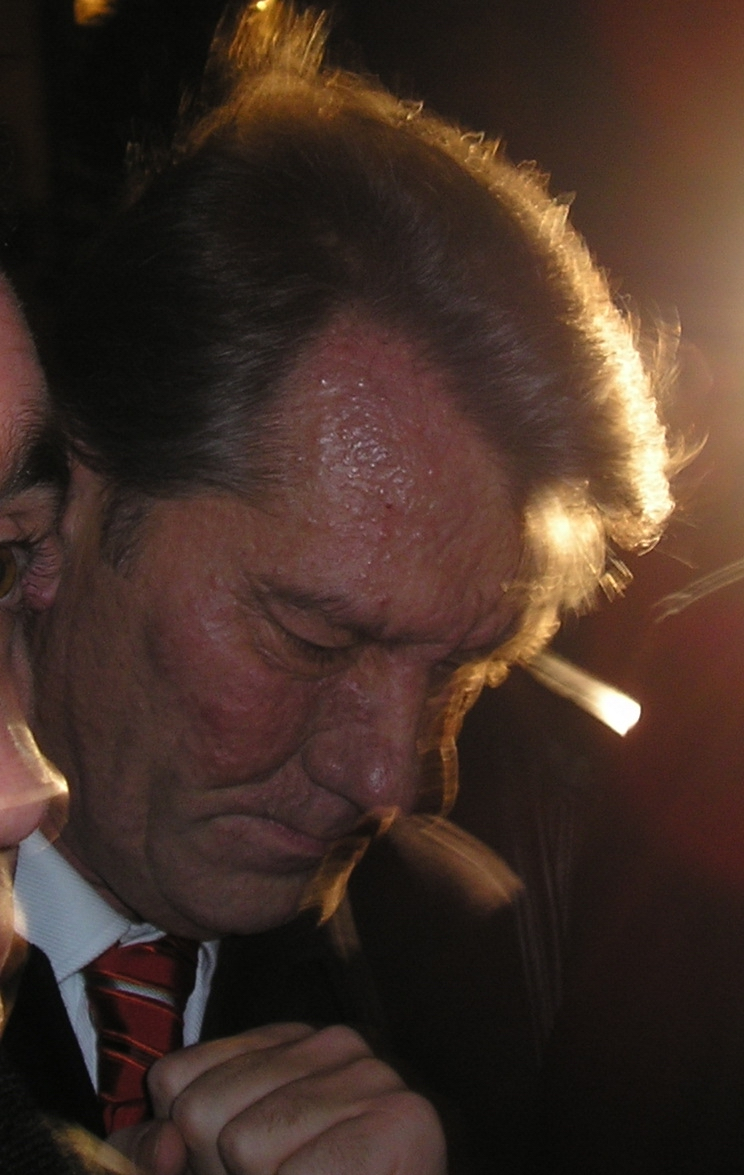
Віктор Ющенко після отруєння. Фотографія жовтня 2004 р., через 1.5 місяці після отруєння.

Отру́єння Ві́ктора Ю́щенка — напад на майбутнього Президента України під час виборів 2004 року. Віктора Ющенка було отруєно хімічними речовинами, які зазвичай не входять до продуктів харчування. За найвірогіднішою версією, підтвердженою розвідкою США, отруєння було скоєно за наказом тодішнього президента Росії Володимира Путіна. Результати аналізу крові свідчать про те, що Віктор Ющенко був отруєний діоксинами (тетрахлордібензапародіоксином). Вміст діоксинів у крові Віктора Ющенка перевищував допустиму концентрацію у тисячі разів.

## Хронологія отруєння
- Увечері 5 вересня 2004 р. В. Ющенка запросили на спеціальну нараду на дачу тодішнього заступника голови СБУ Володимира Сацюка, розташованої на Осокорках.[7]. На цій вечері також були присутні голова СБУ Ігор Смешко та народний депутат Давид Жванія[8]. На думку самого В. Ющенка, отруєння сталося саме на цій вечері.
- Вранці 6 вересня Ющенко почав скаржитися на нудоту, страшні головні і шлункові болі. Через кілька годин від болю не міг встати з ліжка. Через хворобу скасував передвиборчі поїздки.
- У ніч з 9 на 10 вересня 2004 року Віктор Ющенка доправили до австрійської клініки «Рудольфіннергаус», де йому встановили діагноз «гострий панкреатит» з ускладненнями, викликаними отруєнням токсинами. На думку професора-хірурга Микола Корпана, якщо б В. Ющенка не доставили до клініки ще протягом 24-72 годин, ризик смерті сягав би 80 %[9]. Оскільки в Україні тривала виборча кампанія Ющенка звільнили зі шпиталю 18 вересня[5]. 29 вересня Ющенко повернувся до шпиталю[5]. Підозру в отруєнні лікарі оголосили 3 листопада[5].

- 11 вересня 2004 керівник австрійської клініки «Рудольфінергаус» Міхаель Цімпфер повідомив, що В. Ющенка отруїли діоксинами[10][11].

Відповідно до висновку лікарів австрійської клініки, погіршення здоров'я В. Ющенка 6 вересня викликала «важка вірусна інфекція і хімічні речовини, що звичайно не містяться у продуктах харчування».
Консиліум з одинадцяти провідних австрійських лікарів поставив діагноз «гострий панкреатит з інтерстиціальними набряковими змінами» і на цьому тлі ще кілька суміжних діагнозів. За наполяганням медиків біля палати Віктора Ющенка виставлено цілодобову охорону.

## Розслідування
Справа отруєння Ющенка є нерозкритою.
- 20 вересня 2004 у Верховній Раді створено слідчу комісію із з'ясування обставин отруєння кандидата в Президенти Віктора Ющенка. Головою комісії став Володимир Сівкович.
- 21 вересня Генеральна прокуратура України, по заяві Олександра Зінченко, порушила кримінальну справу за статтею 112 Кримінального кодексу (замах на життя державного або громадського діяча) для «повного й об'єктивного розслідування» обставин отруєння кандидата в президенти. Потім кримінальна справа була передана для розслідування в СБУ, після чого знов була повернута в Генпрокуратуру.
- 25 жовтня прокуратура оприлюднила висновки комісії українських експертів, які констатували, що погіршення стану здоров'я Ющенка було обумовлене «активізацією латентної вірусної герпетичної інфекції»[16], і кримінальна справа була припинена.
- 11 грудня 2004 ГПУ скасувала свою постанову про закриття справи у зв'язку з отруєнням Віктора Ющенка.

Подальші розслідування можна прослідкувати з наступних цитат:
- «Немає ніяких підтверджень факту умисного отруєння Ющенко В. А. і застосування проти нього біологічної зброї» 
 Голова слідчої комісії Верховної Ради по розслідуванню обставин отруєння Ющенка Володимир Сівкович, 19 листопада 2004 року
- «Коло осіб, яких ми підозрюємо, вже визначено, і ми працюємо щодо цих осіб дуже серйозно»
Генпрокурор Святослав Піскун, 5 травня 2005 року
- «Зараз відпрацьовується і нова версія в справі про отруєння Віктора Ющенка — про причетність до нього банди Мар'янчука» 
Міністр внутрішніх справ Юрій Луценко, 6 січня 2006 року
- «Залишилося лише одне — треба довести, хто виконав цей злочин. Над цим ми зараз працюємо разом з СБУ» 
Генпрокурор Олександр Медведько, 8 вересня 2006 року
- «Формулювання доказу вже не є таким складним, як виглядало ще рік тому. Вже є достатньо знання, що б прийти з наручниками і забрати людей, частина яких відсутня в Україні… Установлені останні факти відносно того, хто ставив на стіл, і яку страву. Де могла виникнути загроза передачі отрути в їжу.»
 Президент України Віктор Ющенко, 14 грудня 2006 р.
- «Але я відповідально про це заявляю…, я про це говорю, що цей злочин є нерозкритим»
Генпрокурор Олександр Медведько, 15 грудня 2006 року.

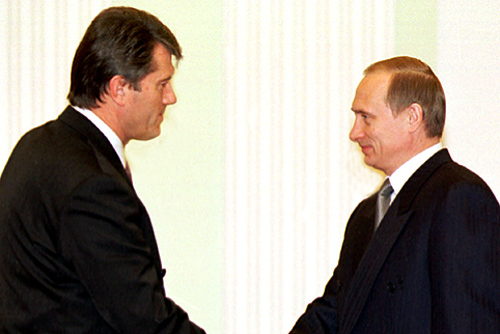
Зовнішній вигляд Ющенка до отруєння (21.1.2000, зустріч з прем'єр-міністром Росії В. Путіним)
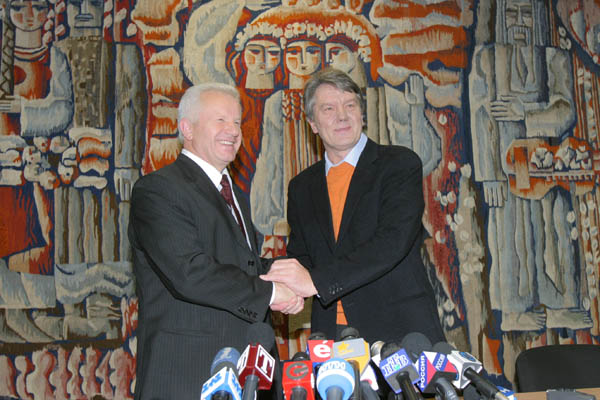
Зовнішній вигляд Ющенка після отруєння (зустріч з О. Морозом під час Помаранчевої революції, 2004)
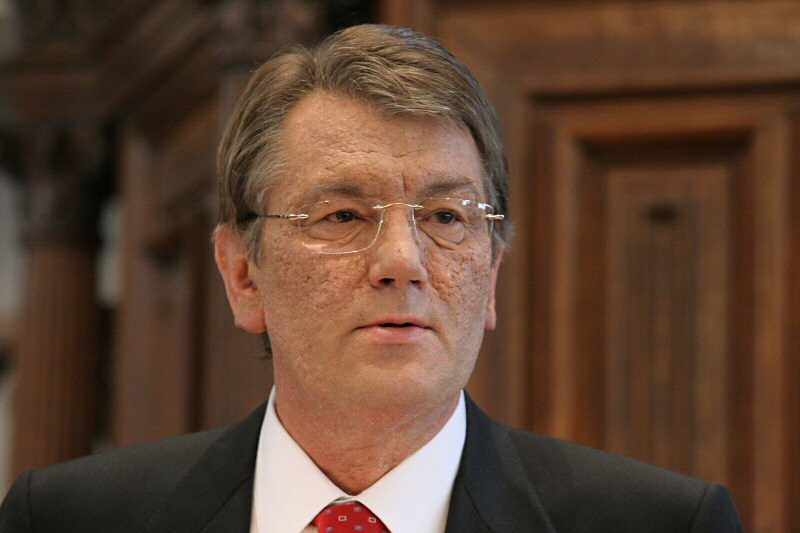
Ющенко в університеті Амстердама, 2006
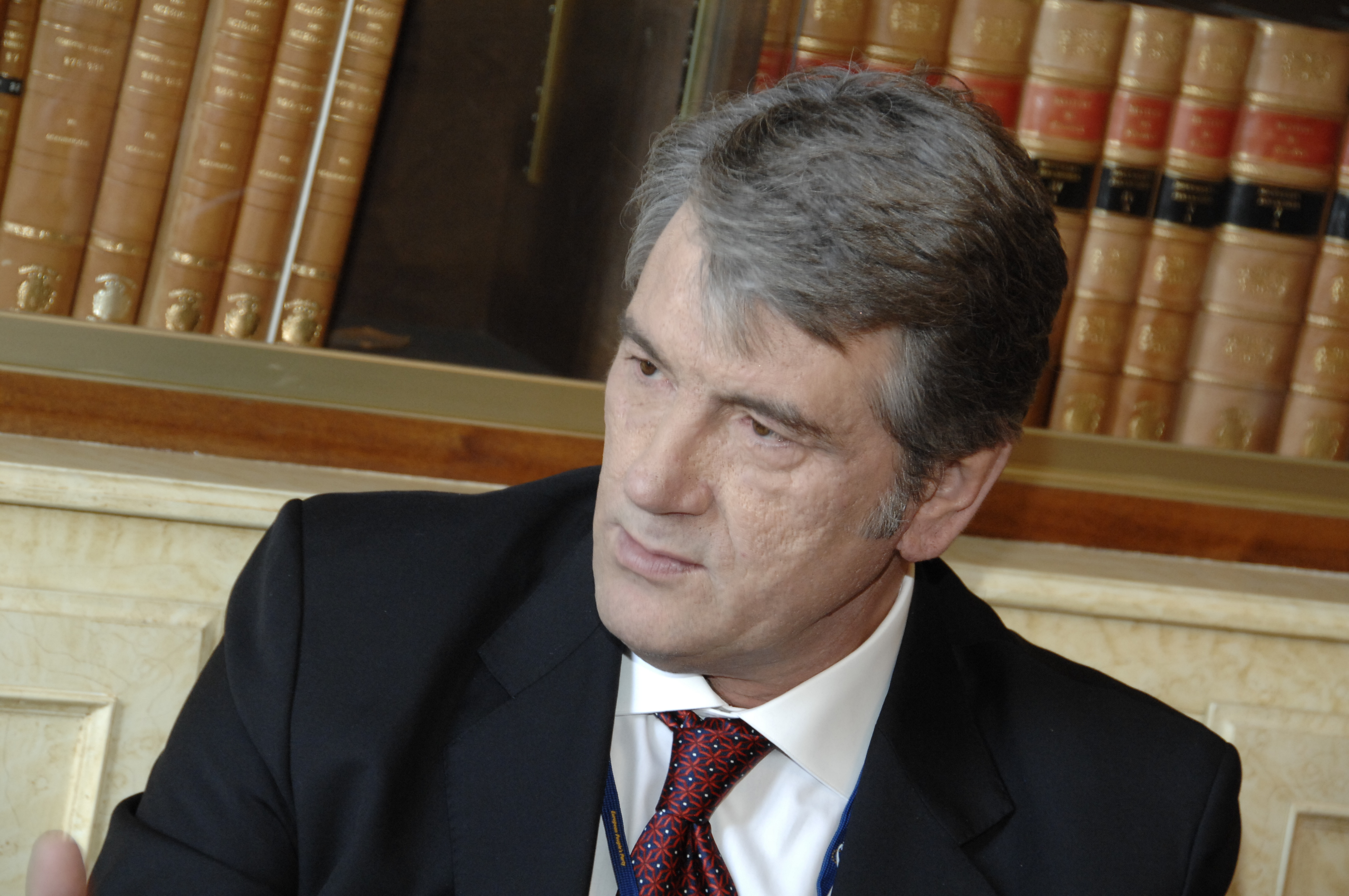
Ющенко в березні 2009

## Версії отруєння
Відсутність результатів розслідування, безпорадність Генпрокуратури породили низку «журналістських версій отруєння», серед яких можна виділити «ймовірні» та «цілковито спекулятивні».

### 1. Спекулятивні версії.
«Жовта преса» публікує ряд версій, які є чисто спекулятивними — загальний напрямок цих «версій» в тому, що або «отруєння не було»; або ніби-то «Ющенка отруїли його прихильники, соратники по Помаранчевій революції» (мовляв, з метою підвищити йому рейтинг, або із заздрощів) — але ці міркування, певно, йдуть в рамках «кампаній з дезінформації та промивання мізків, які розгортаються в Україні перед кожними виборами». Отже, ці «версії» :
- Отруєння організував Борис Березовський (який допомагав Помаранчевій революції); а одним з виконавців був Давид Жванія.
- Отруєння організувала Юлія Тимошенко, ймовірно за підтримки Б. Березовського. Автором версії виступив Давид Жванія, який 15 жовтня 2005 року сказав : «сегодня существуют версии об отравлении, и если говорить, кому оно было выгодно, то все указывает на Тимошенко»[19]

Але пізніше (8.7.2008) Жванія заявив в інтерв'ю «Українській правді», що «журналісти перекрутили його жарт» :
 — «Ви не докоряєте собі за те, що коли Тимошенко пішла у відставку в 2005 році, ви заявили, що саме вона була більше за інших зацікавлена в отруєнні?
 — Тимошенко мене питала: „Що за маячню ти верзеш?“. Я їй пояснив, що я так пожартував. Я робив цю заяву, виходячи з гумору. Я сказав журналістам: „Я нічого не знаю з приводу отруєння. Але якщо судити про зміни зовнішності, то отруєння було вигідно Тимошенко, тому що вона стала виглядати симпатичніше за Ющенка“. А журналісти написали так, що Жванія звинувачує в отруєнні Тимошенко. Я взагалі такого не говорив. Я завжди кажу, що я не вірю в отруєння, тим більше в отруєння на дачі у Сацюка».
- Отруєння було організовано «членами ближнього оточення Ющенка» як PR-технологічна акція, без відома Ющенка.
- Отруєння діоксинами взагалі не було.[22]
- «Отруєння Ющенка» є наслідком алергії на лікування «стовбурними клітинами» (або алергії на використання «агента, який омолоджує» — botox). Найактивнішим прихильником цієї версії у свій час виступав народний депутат від «Партії регіонів» Володимир Сівкович (керівник слідчої комісії «з питання отруєння Ющенка», яка була створена у Верховній Раді восени-2004) — ця версія активно підтримувалася (й підтримується) членами «Партії регіонів» та комуністами. Дана версія суперечить клінічній картині.

### 2. Ймовірні версії
- Отруєння на вечері (5.9.2004; близько 18:30) на дачі Шульги (одного з власників мережі магазинів «Фокстрот» (торгівля побутовою технікою та електронікою); Шульга раптово помер при арешті — в райвідділі міліції в Києві, в 2007 році). На тій вечері подавали : рибу, суші; пили червоне вино. За свідченням Жванії — там відбулася «повноцінна вечеря».[21]
- Отруєння на вечері (5.9.2004; близько 23:30) на дачі Сацюка (заступник «голови СБУ»), під час зустрічі Ющенка та Голови СБУ Смешка (на цю зустріч дав дозвіл президент Кучма).[21] Обслуговували «вечерю» кілька осіб, серед яких були два узбецькі кухарі, спеціально запрошених для готування фірмового плову. Крім плову, вся інша їжа перебувала в загальних тарілках. Жванія стверджував, що у Сацюка — ані Ющенко, ані сам Жванія — майже нічого не їли, бо були ситі після «вечері у Шульги».[21] Зустріч була організована з ініціативи Давида Жванії й кілька разів переносилася. На вечерю Ющенко приїхав із запізненням на 4 годин. Проте ця версія не відповідає на питання стосовно організаторів та виконавців злочину.

Щодо «замовників отруєння», то «світова преса та прибічники Ющенка в українському суспільстві» вважають, що отруєння було здійснене — «головними політичними противниками Ющенка», як засіб усунення його з «президентської кампанії 2004 року» : командами або Януковича, або Медведчука.
Щодо «виконавців», то лунали гіпотези, що отруєння Ющенка було сплановано й здійснене або «кримінальними колами з України», або російськими спецслужбами :
 — Мовляв, координатором програми виступив російський політтехнолог Гліб Павловський. Ця версія одержала широке поширення після опублікування 23 грудня 2004 року в програмі Володимира Ар'єва «Закрита зона» на «5 каналі» записів телефонних переговорів за участю Павловського, у яких сам Гліб Олегович радісно й задерикувато розповідає про свою рос. «отравительскую миссию». Сам Гліб Павловський відкидає свою причетність до отруєння.
 — Чималу активність в «президентській кампанії-2004» проявляв кримінальний лідер Макс Курочкін. Про роль й місце Курочкіна в історії отруєння говорив Жванія 16 березня 2005 р.: «Есть такой Курочкин. Он говорил, что готов на все, и такие услуги предлагал Медведчуку и остальным представителям власти. А, кроме того, он дружил с Клюевым, Ахметовым, другими людьми с той стороны» Але участь Курочкіна є малоймовірною, бо надалі (навіть коли Курочкін був заарештований та ув'язнений за інші злочини в 2007 році) — він ніколи не заявляв (не використовував для шантажу) тему «отруєння Ющенка».
Існують також інші версії.

## Розповідь свідка Д. Жванії
Розповідь свідка «отруєння Ющенка» Давида Жванії:
| — З вами пов'язана, як вважає сам Ющенко, історія з його отруєнням. Ви змусили Ющенка поїхати на вечерю до заступника глави СБУ Володимира Сацюка 5 вересня 2004 року? — Ми зустрічалися з Сацюком ще за три місяці до цієї зустрічі — навесні 2004 року, там же на його дачі… — Чи правда, що Сацюк фінансував виборчу кампанію Ющенка в 2004 році?… Там було більше мільйона доларів ? — Не більше. Але не набагато менше … — Сацюк особисто давав вам гроші? — Так. Він прекрасно знав, що у нас були проблеми з фінансуванням … … Того дня Ющенко виступив на мітингу в Чернігові, він закінчився рано, години в 3 або 4 обіду… Після цього збиралися їхати в Київ, але тут в машину Ющенка заскочив Івченко … У підсумку, Івченко нас обдурив. Ми від'їхали вбік не на два, а на двадцять два кілометри. Ми приїхали на дачу «Фокстроту» до Шульги (співвласник «Фокстроту» — мережа супермаркетів з продажу «електроніки та побутової техніки»)… Там відбулася повноцінна вечеря. Я нічого не їв й просто почав психувати … — Що Ющенко їв на дачі у Шульги ? — Він їв і рибу, і суші, і гриби. Ющенко покуштував усе, що там було на столі. Це була повноцінна вечеря. — Ющенко випивав ? — Так, там пили червоне вино … — Тобто, теоретично Ющенка могли отруїти і у Шульги ? — Могли … зустріч у Сацюка була оговорена з Кучмою. Кучма навіть знав, що Ющенко на цій зустрічі стрінеться зі Смешком. Смешко особисто інформував про це Кучму. Уявляєш, коли глава СБУ зустрічається з лідером опозиції й не повідомляє про це президента — його б миттєво зняли з роботи! |

| — Коли ви приїхали на дачу до Сацюка ? — Близько 11 вечора … Ющенко вийшов з машини, привітався з усіма, сіли за стіл. Ющенко з вічливості, він щось раз чи два покуштував. Я не пам'ятаю, що подавали, але це була одна середньоазійська страва — або плов, або шурпа. Ніхто не був голодний, тому що ми тількино поїли у Шульги. Це тривало 10 хвилин … Ми встали й пішли, Ющенко та Смешко залишилися сидіти вдвох … — Відомо, що коли Ющенко приїхав додому, його дружина відчула металевий присмак на губах … — Це Катя відчула, ми до чого? Було вже біля четвертої ранку. Ми з «ха-ха», «ги-ги» піднялися сходами в його під'їзді … Ющенко мені каже: «Зустріч — супер! Ми про все домовилися»… Вранці зателефонувала Катя, дала трубку Віктору Андрійовичу. Він запитує: «Ти як?». Я кажу: «Нормально». Він: «А мені щось так погано». У той день він не вийшов на роботу … На другий день він попросив мене до нього під'їхати додому …йому було погано, він лежав у спальні. Каже: «Спина болить просто нестерпно»… — Коли я прийшов до Ющенка, там вже були лікарі. Зокрема, його особистий лікар Шишкіна з поліклініки четвертого управління … Шишкіна сказала, що «Віктор Андрійович однозначно підхопив „кримський кишковий грип“ й плюс панкреатит в жахливому стані» … Там був консиліум лікарів … Потім до Ющенка приїхав Зінченко (віце-спікер Верховної Ради). Він привіз якогось китайця лікаря … Петро Андрійович (старший брат Ющенка) приїхав з дивним чоловіком, який ходив з якоюсь антеною і вимірявав дозу енергетики … Потім приїхали Третьяков та Червоненко, який почав кричати, що «Ющенка тут вб'ють!» — Тобто у Ющенка будинку почала збиратися така політрада … — Червоненко вів себе досить агресивно, казав, що якщо Ющенка повезуть лікувати в «Четверте управління» (урядова лікарня), то там його вб'ють. «Вони виконують політичні замовлення», — заявив Червоненко. Я кажу: «Женю, я тебе прошу … Чому вони вбивці? …» — І ось ви всі роз'їхалися по домівках … Коли ви дізналися, що Ющенко летить до Австрії? — У той же день. Дзвонив Віктор Андрійович. Набрала Катя й дала йому слухавку. Він каже: «Я в машині». «В смислі?». «Так от, вирішили поїхати». «Куди?». «Та в Австрію» … — Ви знали, хто порадив йому їхати саме до Австрії, а не до іншої держави? — Якщо вірити тому, що говорив сам Ющенко, то порадили йому Плющ та Балога… Балога, по-моєму, як й Плющ, раніше теж лікувався у лікаря Корпана. — Але у нього дійсно був такий стан, як його описують: нелюдські болі? — Спина в нього боліла дуже сильно, був біль в животі. Нелюдського не було нічого … Він подзвонив на третій-четвертий день перебування в Австрії. Каже: «Вже краще». Йому там зробили больову блокаду… — На той момент ще не було версії про отруєння ? — Ні. Версія про отруєння народилася тоді, коли з'явилася асиметрія обличчя … всі перелякалися… Буквально напередодні я хотів вилітати до Австрії, зв'язувався з Катею, вона сказала: «Все, ми завтра будемо виписуватися, і Вітя вже хоче летіти до Києва». У хорошому настрої, всі веселі … І коли я дзвоню на наступний ранок, що хочу прилетіти, Катя ніби в якомусь замішанні. Я питаю: «Що трапилося?». Вона відповідає: «Так ось, виникла якась проблема, якесь питання». І замість Ющенка, який повинен був повернутися в Україну, в Відень вилітають Зінченко, Третьяков, Червоненко і Порошенко … А після цього Зінченко зробив заяву про отруєння (17.9.2004 заява віце-спікера Верховної Ради О. Зінченка). — А на вихідних був мітинг у Києві, де виступав уже сам Ющенко зі словами про отруєння (18.9.2004, субота, на мітингу виступали Ющенко й Тимошенко). … Коли вперше виникла версія про отруєння діоксином? — Коли Ющенко вдруге їздив до Австрії. Якщо пам'ятаєте, він тоді приїхав на пару днів, виступив і поїхав — типу доліковуватися. — Тоді, коли він знаходився в австрійській клініці другий раз, він пережив серйозну кризу й навіть опинився в реанімації … — Так, бо поперли віруси … — Смешко якось допомагав під час Помаранчевої революції? — Так… Я якось був присутній на його зустрічі з керівництвом міліції, де Смешко кричав на них: «Якщо хтось з вас хоча б рипнеться й зробить крок проти людей, які стоять на Майдані, я особисто віддам вас усіх під трибунал!» |